# Cantonul Contes
Cantonul Contes este un canton din arondismentul Nice, departamentul Alpes-Maritimes, regiunea Provence-Alpes-Côte d'Azur, Franța.

## Comune
- Bendejun
- Berre-les-Alpes
- Cantaron
- Châteauneuf-Villevieille
- Coaraze
- Contes (reședință)
- Drap